# Dominikanerkloster Cammin
Das Dominikanerkloster war ein Kloster der Dominikaner in Cammin in Pommern von 1227 bis 1540.

## Geschichte
Das Kloster wurde um 1228 durch Stoizlaus, Sohn des verstorbenen Edlen Tetizlaus, gestiftet, der den Mönchen ein Grundstück an der St. Aegidiuskirche in der mittelalterlichen Stadt zuwies. Dies wurde in einer undatierten Urkunde von Herzog Wartislaw III. bestätigt. Die ersten Brüder kamen aus Krakau. Das Kloster wurde in den folgenden Jahrhunderten von den pommerschen Herzögen, dem Domkapitel Cammin und von Bürgern mit Schenkungen und Stiftungen bedacht.
Nach der Einführung der Reformation in Pommern wurde das Kloster aufgelöst. 1539 bat der letzte Prior Kasper Schulte, bis zu seinem Lebensende im Kloster bleiben zu dürfen. 1540 wurden die Bestände aufgelöst.
2004 und 2012 konnten bei archäologischen Grabungen die Fundamente der Kirche St. Aegidius und des Kreuzgangs sowie ein Friedhof mit etwa 500 Bestattungen freigelegt werden.